# San Lucas, Villa Guerrero
San Lucas är en ort i Mexiko.   Den ligger i kommunen Villa Guerrero och delstaten Mexiko, i den sydöstra delen av landet, 80 km sydväst om huvudstaden Mexico City. San Lucas ligger 2 283 meter över havet och antalet invånare är 1 551.
Terrängen runt San Lucas är huvudsakligen kuperad, men åt nordväst är den bergig. Runt San Lucas är det ganska tätbefolkat, med 207 invånare per kvadratkilometer. Närmaste större samhälle är Villa Guerrero, 2,7 km sydost om San Lucas. Omgivningarna runt San Lucas är en mosaik av jordbruksmark och naturlig växtlighet.